# Trần Văn Thảo (boxing)
Trần Văn Thảo (sinh ngày 23 tháng 04 năm 1992), biệt danh The Trigger hay The Trigger Thao Tran là một võ sĩ chuyên nghiệp người Việt. Lĩnh vực của anh là bộ môn Boxing – Quyền Anh chuyên nghiệp. Anh hiện đang tham gia thi đấu các giải boxing châu Á gồm giải Hội đồng Quyền Anh Thế giới – WBC châu Á, Hiệp hội Quyền Anh Thế giới – WBA châu Á và Tổ chức Quyền Anh Thế giới – WBO châu Á.
Trần Văn Thảo là võ sĩ Quyền Anh chuyên nghiệp đầu tiên của Việt Nam, và cũng là vận động viên Việt Nam đầu tiên có đai vô địch WBC châu Á hạng Super flyweight.

## Xuất thân và đời sống cá nhân
Trần Văn Thảo sinh ra và lớn lên ở quận Tân Phú, Thành phố Hồ Chí Minh. Anh sinh ra trong một gia đình bình thường, bố là Trần Giàu, mẹ là Võ Nhung, là con thứ hai trong nhà ba anh em. Anh sống, học tập và làm việc đều ở Thành phố Hồ Chí Minh. Trần Văn Thảo bắt đầu tập luyện Quyền Anh từ năm 2008, từ học tập, rèn luyện kỹ năng bộ môn cho đến tham gia các giải đấu.
Ngày 13 tháng 11 năm 2018, Trần Văn Thảo thành lập Công ty TNHH Trigger Boxing do anh làm người đại diện theo pháp luật. Đến này 19 tháng 11, anh mở Phòng tập Trigger Boxing ở Trung tâm Văn hóa thể dục thể thao quận Tân Phú, tập trung huấn luyện thể dục thể thao và võ sĩ Quyền Anh. Ngày 15 tháng 02 năm 2020, Trần Văn Thảo kết hôn cùng Phạm Thị Kim Phụng, hai người lập gia đình cùng sống ở Thành phố Hồ Chí Minh. Vợ anh, Phạm Thị Kim Phụng sinh ra ở Vũng Tàu, gia đình định cư ở Fort Lauderdale, Florida, Hoa Kỳ. Hai người quen nhau từ thời anh còn tập luyện ở Trung tâm thể dục thể thao Quốc gia, Đà Nẵng, kết hôn sau tám năm yêu xa.

## Sự nghiệp Boxing

### Phong cách Boxing
Trần Văn Thảo kể lại rằng, từ nhỏ anh đã thích tham gia các hoạt động võ thuật, thậm chí là ẩu đả, đánh lộn. Vào năm 2008, anh được anh trai cho theo tập Boxing, từ đó anh yêu thích và gắn bó với bộ môn này. Ban đầu chỉ với ý định luyện tập sức khỏe nhưng khi tiếp xúc với môn võ, anh nhanh chóng tìm thấy niềm đam mê mãnh liệt của mình.
Với chiều cao 168 cm, thân thể thon và gầy ở hạng bantamweight, Trần Văn Thảo theo đuổi và áp dụng kỹ thuật, chiến thuật Boxing linh hoạt, tốc độ cao. Điểm nhấn là thể lực bền bỉ cũng như những đòn đánh sức mạnh nhất định. Lối đánh của anh có nét tương đồng và mang phong cách đặc trưng của tay đấm huyền thoại Floyd Mayweather. Trần Văn Thảo cùng tập luyện với đội võ sĩ Boxing The Trigger Team, mang tên anh. Các thành viên trong đội cùng theo đuổi Quyền Anh chuyên nghiệp. Các võ sĩ từng có thời gian cạo sạch tóc đầu, tập luyện. Anh tâm sự rằng nhờ đó mà đã tập trung cao độ vào việc luyện tập Boxing.

### Boxing nghiệp dư
Trong thời gian ban đầu tập luyện từ Thành phố Hồ Chí Minh cho đến đội tuyển quốc gia, Trần Văn Thảo nhiều năm tham gia các giải đấu Boxing nghiệp dư. Anh đã vô địch Boxing nghiệp dư toàn quốc từ năm 2009, khi mới 17 tuổi, sau đó vô địch tổng cổng tám lần.
Năm 2016, Trần Văn Thảo giành chức vô địch giải Võ cổ truyền, Boxing các Vận động viên xuất sắc toàn quốc – Tranh đai vô địch Let’s Viet – Number 1, giải Đấu trường thép và giải vô địch Boxing toàn quốc.

### Boxing chuyên nghiệp
Đối với Quyền Anh Việt Nam, trong thời gian dài đều là lĩnh vực nghiệp dư, không có võ sĩ chuyên nghiệp. Năm 2015, Trần Văn Thảo tham gia tập luyện ở câu lạc bộ Saigon Sport Club (SSC), một trong những trung tâm võ thuật chuyên nghiệp lớn nhất Việt Nam. Anh bắt đầu theo đuổi lĩnh vực chuyên nghiệp và trở thành võ sĩ Quyền Anh chuyên nghiệp đầu tiên của Việt Nam.

#### 2015 và 2016
Ngày 03 tháng 10 năm 2015, Trần Văn Thảo tham gia Giải Quyền Anh chuyên nghiệp Việt – Hàn, trong khuôn khổ Quyền Anh chuyên nghiệp tại Thành phố Hồ Chí Minh, ra mắt đấu với võ sĩ Yo Han Bea, người Hàn, anh đã chiến thắng PTS sau sáu hiệp. Ngày 12 tháng 12 năm 2015, anh đấu trận với Wulan Tuolehazi, đây là một võ sĩ người Trung Quốc bậc hai sao, tại Hotel Shilla Casino, đảo Jeju, Hàn Quốc. Anh đã tiếp tục giành chiến thắng PTS sau sáu hiệp.
Ngày 12 tháng 12 năm 2016, Trần Văn Thảo sang Trung tâm Boxing Makati Cinema Square ở thành phố Makati, Philippines tham gia sự kiện Clash of Boxers 2 của Ferlenski Boxing Promotion trận đấu với Lory R. Abelada, người Philippines. Anh đã giành chiến thắng hạ đo ván TKO ngay trong hiệp một.

#### 2017
Ngày 25 tháng 01 năm 2017, anh đấu trận với Sakchai Rachjinda, người Thái Lan tại Phitsanulok Provincial Ground, Phitsanulok. Anh đã hạ đo ván KO đối thủ trong hiệp một. Ngày 15 tháng 08 năm 2017, anh đấu trận với Dechsak Kiatpompetch, người Thái Lan ở Ram 100 Thai Boxing Stadium, Ram kamhaeng, Băng Cốc. Anh đã hạ đo ván KO đối thủ trong hiệp ba. Ngày 25 tháng 09 năm 2017, anh đấu trận với Anucha Noithong, tiếp tục một võ sĩ người Thái Lan ở Ram 100 Thai Boxing Stadium, Ram kamhaeng, Băng Cốc. Anh đã hạ đo ván KO đối thủ trong hiệp ba. Đây là một trận trong loạt kiểm tra: Fly Contest, tám hiệp. Ngày 23 tháng 11 năm 2017, Trần Văn Thảo tới Suamlum Night Bazaar, Ratchadaphisek, Băng Cốc để tham gia trận chiến trọng đại, tranh interim World Boxing Council Asian Boxing Council Super Fly Title - đai vô địch tạm thời WBC châu Á hạng Super Flyweight. Anh tham trận cùng đối thủ là George Lumoly, người Indonesia, đã giành chiến thắng đo ván KO ngay trong hiệp một, giành được đai vô địch WBC châu Á. Đây là lần đầu tiên một vận động viên Việt Nam giành được đai vô địch Quyền Anh chuyên nghiệp quốc tế.

#### 2018
Ngày 26 tháng 01 năm 2018, anh đấu trận với Richard Rosales người Philippines tại Sân vận động quốc tế Rangsit, Rangsit. Anh đã chiến thắng đồng thuận thuận UD sau tám hiệp. Ngày 11 tháng 04 năm 2018, anh thi đấu với Detnarong Omkrathok, người Thái Lan tại Sân vận động Ram 100 Thai Boxing, Ram kamhaeng, Băng Cốc. Anh đã chiến thắng RTD sau hiệp bốn. Ngày 27 tháng 04 năm 2018, anh thi đấu với Artid Bamrungauea, người Thái Lan tại Sân vận động quốc tế Rangsit, Rangsit. Anh giành chiến thắng TKO sau hiệp bốn. Ngày 29 tháng 06 năm 2018, anh tham trận với Wichet Sengprakhon, người Thái Lan tại công viên Ayutthaya, Ayutthaya. Anh chiến thắng KO sau hiệp bốn. Sau trận này, anh gặp một chấn thương ở chân và phải chữa trị hồi phục thời gian dài hơn một năm mới có thể quay trở lại sự nghiệp.

#### 2019 và 2020
Ngày 03 tháng 11 năm 2019, anh tham trận với Ponciano Remandiman, đối thủ bậc hai sao từ Philippines. Đây là trận đấu tổ chức ở Quận 7, Thành phố Hồ Chí Minh. Anh đã chiến thắng UD sau sáu hiệp.
Ngày 21 tháng 12 năm 2019, Trần Văn Thảo đối đầu với một võ sĩ nổi tiếng, là Billy Dib, người Australia, cấp ba sao tại Entertainment Centre, Hurstville, Australia. Đây là một trận 10 hiệp Super Feather Contest, và cũng là trận thua đầu tiên của anh trong sự nghiệp, thua UD sau 10 hiệp đấu. Ngày 29 tháng 02 năm 2020, anh đấu trận với Aries Buenavidez, võ sĩ người Philippines, tại Felix Hotel Casino, Bavet, Campuchia. Anh đã thắng trận UD sau sáu hiệp.

## Giải thưởng
- Vô địch Quyền Anh nghiệp dư toàn quốc năm 2009, 2010, 2011, 2012, 2013, 2014, 2015, 2016, hạng 52 kg.
- Vô địch Đấu trường thép 2016.
- Đai vô địch WBC châu Á Quyền Anh chuyên nghiệp – interim World Boxing Council Asian Boxing Council Super Fly Title, hạng 52 kg.
- Giải thưởng võ sĩ Quyền Anh danh dự châu Á của năm 2017 – Asian Boxer of Year.[29]